# Maurice Laban
Maurice Laban (Tolga, 30 de octubre de 1914 - El Karimia, 5 de junio de 1956) fue un soldado y activista comunista argelino de origen pied-noir, veterano de la guerra civil española y miembro fundador del Partido Comunista Argelino.

## Biografía
Criado entre argelinos nativos, Laban se sentía plenamente cómodo con las demandas de unidad e independencia argelinas. En 1936 estaba en París para estudiar, cuando se incorporó al Partido Comunista de Francia en agosto y también de los Amigos de la Unión Soviética y de los Jóvenes Antifascistas. 
Llegó a España para combatir en el bando republicano durante la guerra civil española en diciembre de 1936,  asignado a la XIV Brigada Internacional con el grado de teniente.  Participó en la batalla de Lopera, resultó herido durante los combates en Las Rozas en de enero de 1937. En julio de ese año, Laban fue destinado en Albacete, donde asistió a la escuela militar y se convirtió en instructor de jóvenes reclutas españoles. Participa en la batalla de Seseña y es herido nuevamente durante la segunda batalla de Teruel.
Mientras era responsable de la propaganda en el Partido Comunista Argelino (PCA), destacó la importancia de la organización rural en Aurès. En 1940, celebró una conferencia con compañeros comunistas que reclamaban la independencia de Argelia.
En 1943, el PCA abogó fervientemente por una unión patriótica entre Francia y Argelia, una causa firmemente apoyada por André Marty. Marty expresó abiertamente su desdén por la «desviación nacionalista» de Laban. En mayo de 1944, Laban recibió una advertencia oficial, criticándolo por su permisividad con la religión y su cercanía a la Asociación de Ulemas y al jeque Larbi Tbessi. Laban fue nombrado concejal municipal de Biskra en 1947.
En 1953, la facción Aures dentro del PCA fue acusada de faccionalismo, lo que llevó a Maurice Laban a la marginación debido a su firme defensa de la lucha armada. Amar Ouzegane (futuro ministro de agricultura argelino en 1962) destacó la unidad con Francia, se opuso a la reivindicación de la independencia y criticó al PPA y a los cargos electos islamistas.
Maurice Laban, a quien el PCA le había impedido en 1954 unirse a los maquis de Aurès tras la invitación Ben Boulaid, en una zona donde había nacido y crecido, se irritó al ser enviado en abril de 1956 al Chelif. «Y ahora», escribió en una carta, «me piden que vaya a Ouarsenis para formar un maquis allí, una región que desconozco y adonde iré a ciegas».  Para octubre de 1955, la situación en el Aurès era desesperada y, n respuesta, Laban se reunió con otros jóvenes comunistas en Constantina y sugirió iniciar un sabotaje en la región para aliviar la presión sobre Aurès. Se formó una unidad, pero para diciembre de 1955, sus miembros habían sido arrestados o habían huido al maquis.
Tras el asesinato de Mostefa Ben Boulaïd y su secretario comunista Abdelhamid Lamrani, hermano de Laïd, en marzo de 1956, el anticomunismo en el FLN empeoró y algunos miembros de los maquis fueron perseguidos y eliminados. El 5 de junio de 1956, el ejército francés diezmó a los maquis de Laban después de que Bachaga Boualem, favorable a Francia, proporcionara información precisa sobre su paradero.

## Legado
En Argelia, Labán es celebrado como el "mártir olvidado". En 2021, su familia asistió a la inauguración de un hotel de cuatro estrellas que lleva su nombre.